# Élections constituantes de 1945 en Vaucluse
Les élections constituantes françaises de 1945 se déroulent le 21 octobre.

## Mode de scrutin
Les députés sont élus selon le système de représentation proportionnelle suivant la règle de la plus forte moyenne dans le département, sans panachage ni vote préférentiel. Il y a 586 sièges à pourvoir.
Dans le département de Vaucluse, quatre députés sont à élire.

## Élus
Les quatre députés élus sont : 
| Identité      | Parti | Parti |
| ------------- | ----- | ----- |
| Charles Lussy |       | SFIO  |
| Jean Geoffroy |       | SFIO  |
| René Arthaud  |       | PCF   |
| André Noël    |       | MRP   |

## Résultats

### Résultats à l'échelle du département
| Parti          | Parti                                            | Tête de liste    | Résultats | Résultats | Sièges | Sièges |
| Parti          | Parti                                            | Tête de liste    | Voix      | %         |        |        |
| -------------- | ------------------------------------------------ | ---------------- | --------- | --------- | ------ | ------ |
|                | Section française de l'Internationale ouvrière   | Charles Lussy    | 37 974    | 32,69     | 2      |        |
|                | Parti communiste français                        | René Arthaud     | 36 578    | 31,49     | 1      |        |
|                | Mouvement républicain populaire                  | André Noël       | 26 126    | 22,49     | 1      |        |
|                | Parti républicain, radical et radical-socialiste | Édouard Daladier | 15 498    | 13,34     | -      |        |
|                |                                                  |                  |           |           |        |        |
| Inscrits       | Inscrits                                         | Inscrits         | 151 560   |           | 4      |        |
| Votants        | Votants                                          | Votants          | 119 802   | 79,05     |        |        |
| Blancs et nuls | Blancs et nuls                                   | Blancs et nuls   | 3 626     | 3,03      |        |        |
| Exprimés       | Exprimés                                         | Exprimés         | 116 176   | 96,97     |        |        |